# Ooctonus quadricarinatus
Ooctonus quadricarinatus är en stekelart som beskrevs av Girault 1916. Ooctonus quadricarinatus ingår i släktet Ooctonus och familjen dvärgsteklar. Inga underarter finns listade i Catalogue of Life.